# Cyprinodon diabolis
Cyprinodon diabolis là một loài cá trong họ Cyprinodontidae. Loài cá này chỉ được tìm thấy ở Devils Hole, một hang động chứa đầy nước ở bang Nevada của Mỹ. Loài này lần đầu tiên được mô tả là một loài vào năm 1930 và có liên quan chặt chẽ nhất với C. nevadensis và cá Thung lũng chết (C. salinus). Tuổi của loài này chưa được biết, với các phân tích khác nhau đưa ra khoảng từ một nghìn đến sáu mươi nghìn năm. Đó là một con cá nhỏ, với chiều dài tối đa lên tới 30 mm. Các cá thể khác nhau về màu sắc dựa trên tuổi và giới tính: con đực có màu xanh kim loại sáng trong khi con cái và ấu trùng có màu vàng hơn.